# أنطونيو كاهلوز سانتوس
أنطونيو كاهلوز سانتوس (8 يونيو 1964 في ريو دي جانيرو في البرازيل – )؛ هو لاعب كرة قدم سابق كان يلعب كلاعب وسط.

## وصلات خارجية
- أنطونيو كاهلوز سانتوس على موقع رابطة كرة القدم اليابانية للمحترفين (اليابانية)
- أنطونيو كاهلوز سانتوس على موقع قاعدة بيانات كرة القدم.إي يو (الإنجليزية)
- أنطونيو كاهلوز سانتوس على موقع عالم كرة القدم.نت (الإنجليزية)